# Luigi Musso
Luigi Musso (ur. 28 lipca 1924 w Rzymie, zm. 6 lipca 1958 w Reims-Gueux) – włoski kierowca wyścigowy.

## Życiorys
W Formule 1 zadebiutował w sezonie 1953 w zespole Maserati podczas ostatniej rundy we Włoszech. Debiutancki wyścig zakończył wówczas na najwyższym, niepunktowanym 7. miejscu. W latach 1954–1955 kontynuował współpracę z włoskim zespołem, w tym czasie dwukrotnie zajmując miejsce na podium wyścigu. Sezony te ukończył odpowiednio na 8. i 10. miejscu w klasyfikacji generalnej. 
W sezonie 1956 przeszedł do teamu Ferrari. Łącznie uzyskał w nim 4 punkty, co dało mu 11. miejsce w klasyfikacji generalnej. Kolejny sezon rozpoczął od nieukończenia Grand Prix Argentyny. Nie wystartował w GP Monako i Indianapolis 500. Po dwóch weekendach przerwy powrócił do rywalizacji. Po zmianie silników z Lancii na Ferrari, dwukrotnie zajął 2. miejsce w wyścigu. Ostatecznie w sezonie 1957 zgromadził 16 punktów, co zapewniło mu 3. miejsce w klasyfikacji generalnej. Sezon 1958 okazał się być ostatnim w jego karierze. Rozpoczął go od zajęcia dwóch 2. miejsc, co dało mu prowadzenie w klasyfikacji generalnej. Zmarł w wyniku ran poniesionych w wypadku podczas Grand Prix Francji. Był czwartym tragicznie zmarłym kierowcą Formuły 1.